# UGC 892
Arp 67 = UGC 892 ist eine Balken-Spiralgalaxie im Sternbild Cetus, welche etwa 236 Millionen Lichtjahre von der Milchstraße entfernt ist. Die Galaxie besitzt am Ende ihrer Spiralarme zwei kleinere Objekte hoher Flächenhelligkeit (SDSS J012117.42-003311.7  und SDSS J012119.16-003309.0) (Arp 67).
Halton Arp gliederte seinen Katalog ungewöhnlicher Galaxien nach rein morphologischen Kriterien in Gruppen. Diese Galaxie gehört zu der Klasse Spiralgalaxien mit einem kleinen Begleiter hoher Flächenhelligkeit auf einem Arm (Arp-Katalog).